# سفارت اوکراین در بوداپست
سفارت اوکراین در بوداپست (به مجاری: Embassy of Ukraine) نمایندگی دیپلماتیک اوکراین در بوداپست، مجارستان است.

## تاریخچه روابط دیپلماتیک
مجارستان استقلال اوکراین را در ۶ دسامبر ۱۹۹۱ به رسمیت شناخت و روابط دیپلماتیک بین دو کشور در همان روز با امضای توافق‌نامه ای در کیف مبانی حسن همجواری و همکاری برقرار شد. سفارت مجارستان در ۶ دسامبر ۱۹۹۱ در کیف افتتاح شد و در ۲۳ مارس ۱۹۹۲، سفارت اوکراین در مجارستان فعالیت خود را آغاز کرد.